# 分散相
分散相（ぶんさんそう、英：Disperse Phase、羅：Dispersit tempus、仏：Phase dispersée、独：Disperse Phase）は、異なる2つ以上の相の流れが存在する場合に、滴状に分散している相のことである。